# Acorn Woman Peak Lookout
L'Acorn Woman Peak Lookout, ou anciennement Squaw Peak Lookout, est une tour de guet du comté de Jackson, en Oregon, dans l'ouest des États-Unis. Situé à 1 519 mètres d'altitude dans les monts Siskiyou, il se trouve dans la forêt nationale de Rogue River-Siskiyou. Construit en 1943, il est inscrit au Registre national des lieux historiques depuis le 29 décembre 2000.